# Saniella
Saniella é um género botânico pertencente à família Hypoxidaceae.
1. ↑  «Saniella — World Flora Online». www.worldfloraonline.org. Consultado em 19 de agosto de 2020